# Ricardo Rezza
Ricardo Néstor Rezza Pérez (Berisso, Buenos Aires, Argentina, 4 de julio de 1948) es un exfutbolista y entrenador argentino. Jugaba como defensa y su primer equipo fue Gimnasia y Esgrima de La Plata. En su etapa como técnico, tiene una larga trayectoria dirigiendo a equipos de su país, además de entrenar en España a la U. D. Salamanca y al Real Sporting de Gijón. Tiene el récord de ascender como director técnico en tres torneos consecutivos: uno dirigiendo al C. A. Villa San Carlos y dos con el C. A. Temperley.

## Trayectoria

### Como jugador
Se formó en las categorías inferiores del Gimnasia y Esgrima de La Plata, club con el que debutó en la Primera División de Argentina el 18 de julio de 1968. En 1970 fue uno de los integrantes de la Barredora, equipo que alcanzó las semifinales del Torneo Nacional. Al año siguiente, pasó a las filas del San Lorenzo de Almagro, con quien logró el bicampeonato (Metropolitano y Nacional) en 1972, además de repetir triunfo en el último en 1974.
Posteriormente, se trasladó a España para formar parte de la plantilla de la U. D. Salamanca en la temporada 1974-75. Militó durante cuatro campañas en el equipo, en las que jugó un total de 118 partidos y anotó siete goles. A continuación, fue fichado por el Real Sporting de Gijón, donde permaneció dos temporadas en las que logró un subcampeonato de Liga en 1979 y un tercer puesto al año siguiente, además de participar en la Copa de la UEFA. Tras abandonar el Sporting en 1980, se fue al Burgos C. F. de Segunda División. Sin embargo, una lesión en el menisco antes de comenzar la temporada le impidió debutar con su nuevo equipo y decidió poner fin a su carrera a los treinta y dos años.

### Como entrenador
Comenzó su etapa como técnico dirigiendo al Cámara Club de Fútbol en 1982, para pasar al Sporting Atlético en la temporada 1983-84 de la Segunda División B de España. Posteriormente, regresó a su país y entrenó a equipos como el Club de Gimnasia y Tiro, Club Atlético Platense, Club Atlético Colón, Club Atlético Banfield, Club Atlético San Lorenzo de Almagro, Gimnasia y Esgrima de La Plata o Club Atlético Belgrano, entre otros. También tuvo otras dos etapas en España como preparador de la U. D. Salamanca en la temporada 1989-90 y del Real Sporting de Gijón entre finales de la 1994-95 y principios de la 1995-96. 
Sus mayores éxitos en los banquillos son tres ascensos a la Primera División de Argentina: dos con Gimnasia y Tiro de Salta, en 1993 y 1997, y uno con Belgrano de Córdoba en 1998. En la temporada 2012-13 consiguió el campeonato de la Primera B Metropolitana y ascendió de forma directa a la Primera B Nacional con el C. A. Villa San Carlos. El 1 de octubre de 2013 fue cesado como técnico del club. El 15 de febrero de 2014 firmó un contrato como entrenador del C. A. Temperley, equipo con el que consiguió otro ascenso a la Primera B Nacional el 8 de junio de 2014. El 24 de noviembre logró asimismo ascender a la Primera División con Temperley tras veintisiete años de ausencia del equipo en la máxima categoría. El 15 de noviembre de 2015 anunció que ponía fin a su etapa como entrenador del club después de haber conseguido salvarlo del descenso. Desde el 8 de abril de 2016 ejerció como gerente deportivo del club Gimnasia y Esgrima de La Plata, hasta su salida del club en diciembre del mismo año.

## Clubes

### Como jugador
| Club                        | País      | Año       |
| --------------------------- | --------- | --------- |
| Gimnasia y Esgrima La Plata | Argentina | 1968-1971 |
| San Lorenzo de Almagro      | Argentina | 1971-1974 |
| U. D. Salamanca             | España    | 1974-1978 |
| Real Sporting de Gijón      | España    | 1978-1980 |
| Burgos C. F.                | España    | 1980-1981 |

### Como entrenador
| Club                        | País      | Año       |
| --------------------------- | --------- | --------- |
| Cámara Club de Fútbol       | España    | 1982-1983 |
| Sporting Atlético           | España    | 1983-1984 |
| Club Atlético Villarino     | Argentina | 1986-1987 |
| Gimnasia y Esgrima La Plata | Argentina | 1988      |
| U. D. Salamanca             | España    | 1989-1990 |
| San Lorenzo de Almagro      | Argentina | 1991      |
| Club de Gimnasia y Tiro     | Argentina | 1992-1993 |
| Club Atlético Platense      | Argentina | 1993-1994 |
| Club Atlético Banfield      | Argentina | 1995      |
| Real Sporting de Gijón      | España    | 1995-1996 |
| Club Atlético Colón         | Argentina | 1996      |
| Club Gimnasia y Tiro        | Argentina | 1997      |
| Club Atlético Belgrano      | Argentina | 1998-1999 |
| Quilmes Atlético Club       | Argentina | 2000      |
| Centro Juventud Antoniana   | Argentina | 2000-2001 |
| A. A. Argentinos Juniors    | Argentina | 2002      |
| Club Atlético Nueva Chicago | Argentina | 2004      |
| Instituto A.C.C.            | Argentina | 2004      |
| Defensa y Justicia          | Argentina | 2006-2008 |
| Club Atlético Nueva Chicago | Argentina | 2008      |
| C. A. Villa San Carlos      | Argentina | 2011      |
| C. A. Villa San Carlos      | Argentina | 2012-2013 |
| C. A. Temperley             | Argentina | 2014-2015 |

## Palmarés

### Como jugador

#### Campeonatos nacionales
| Título           | Club                   | País      | Año    |
| ---------------- | ---------------------- | --------- | ------ |
| Primera División | San Lorenzo de Almagro | Argentina | M-1972 |
| Primera División | San Lorenzo de Almagro | Argentina | N-1972 |
| Primera División | San Lorenzo de Almagro | Argentina | N-1974 |

### Como entrenador

#### Campeonatos nacionales
| Título                  | Club                   | País      | Año     |
| ----------------------- | ---------------------- | --------- | ------- |
| Primera B Metropolitana | C. A. Villa San Carlos | Argentina | 2012-13 |

#### Otros logros
| Título                          | Club                    | País      | Año     |
| ------------------------------- | ----------------------- | --------- | ------- |
| Ascenso a la Primera División   | Club de Gimnasia y Tiro | Argentina | 1992-93 |
| Ascenso a la Primera División   | Club de Gimnasia y Tiro | Argentina | 1996-97 |
| Ascenso a la Primera División   | Club Atlético Belgrano  | Argentina | 1997-98 |
| Ascenso a la Primera B Nacional | C. A. Temperley         | Argentina | 2013-14 |
| Ascenso a la Primera División   | C. A. Temperley         | Argentina | 2014    |